# Gran Turismo (musikalbum)
Gran Turismo är den svenska rockgruppen The Cardigans fjärde studioalbum, utgivet den 1 oktober 1998.
Albumet blev etta på försäljningslistan i Sverige (där det debuterade 29 oktober 1998) och gav bandet två Grammisar, för årets album  och årets pop/rockgrupp. Det blev också åtta på albumlistan i Storbritannien. "My Favourite Game" var den stora hiten från albumet.
För albumet fick bandet även Rockbjörnen i kategorin "Årets svenska skiva". 
I november 1998 gavs EPn Gran Turismo Overdrive ut, den innehåller fem av låtarna från albumet i remixer av Nåid.

## Låtlista
Samtliga låtar skrivna av Nina Persson och Peter Svensson, om annat inte anges.
1. "Paralyzed" - 4:58
2. "Erase/Rewind" - 3:38
3. "Explode" - 4:05
4. "Starter" - 3:54
5. "Hanging Around" - 3:44
6. "Higher" - 4:32
7. "Marvel Hill" (Nina Persson/Magnus Sveningsson/Peter Svensson) - 4:15
8. "My Favourite Game" - 3:40
9. "Do You Believe" - 3:22
10. "Junk of the Hearts" - 4:08
11. "Nil" (Lars-Olof Johansson) - 2:17